# Jákup Andrias Vang
Jákup Andrias Vang (født 21. januar 1882 på Kaldbak, død 20. marts 1964) var en færøsk bonde og politiker (SB). Han var valgt til Lagtinget fra Suðurstreymoy 1924–1928.
Vang var far til politikeren Hanus við Høgadalsá.